# طوطی درخشان زرشکی
طوطی درخشان زرشکی (نام علمی: Prosopeia splendens) یک طوطی از فیجی .است این گونه بومی جزایر Kadavu و Ono در گروه Kadavu است . این گونه زمانی با طوطی درخشان عنابی از وانوا لوو و Taveuni همنوع در نظر گرفته می‌شد، اما اکنون خود یک گونه جداگانه به شمار می‌رود. این گونه گاهی به نام طوطی مُشک کاداوو نیز شناخته می‌شود.